# Teka
 (octobre 2016).
Teka Group est une multinationale fondée en Allemagne en 1924 et axée sur la fabrication et la commercialisation d'appareils électroménagers, produits de cuisine, salle de bains, des conteneurs industriels vitrifiés et cuisine commerciale.

## Description
Le Groupe dispose de 27 usines en Europe, en Amérique et en Asie. Il dispose de 57 filiales, commercialise ses produits dans 116 pays et compte un effectif de 4 842 employés dans le monde.

### Expansion
Teka s'est implanté en Espagne en 1964, avant de s'implanter dans de nombreux autres pays dans le monde. À la fin de l'année 2013, le Pérou est devenu le 33e pays à avoir ses propres bureaux Teka. 
Le Groupe Teka est en croissance en Asie[Quand ?] à travers ses filiales en Thaïlande, Indonésie, Malaisie, Singapour, la Chine et le Vietnam ; au Moyen-Orient, à partir de sa base dans les Émirats arabes unis ; la Turquie et l'Amérique du Sud. 
En 2013, Teka a ouvert des expositions permanentes dans des pays comme Israël, la Biélorussie, l'Arménie, le Maroc, le Venezuela, l'Australie et l'Uruguay, entre autres. Dans les premiers mois de 2014, elle a élargi sa présence internationale en lançant des opérations au Myanmar et au Cambodge. Les ventes du Groupe en Europe représentent 80 % de son chiffre d'affaires, suivie par l'Amérique et la région Asie-Pacifique.

## Sponsoring
Teka est l'un des sponsors du Real Madrid Basket.